# Price Waterhouse
Price Waterhouse var en internationell revisions- och konsultorganisation som 1998 gick samman med konkurrenten Coopers & Lybrand och bildade PricewaterhouseCoopers (numera PwC). 
Ursprunget till Price Waterhouse bildades så tidigt som 1849 då Samuel Price, en revisor i London började bedriva sin verksamhet. Efter att ha tagit in medarbetaren Edvin Waterhouse behölls i princip samma namn från 1874 till fusionen med Coopers & Lybrand. En skillnad jämfört med de övriga internationella giganterna var hur den internationella expansionen inom Price Waterhouse skedde. Vanligen växte Price Waterhouse över landgränser genom att en medarbetare flyttade till ett nytt territorium och inledde verksamhet från grunden. De andra jättarna inom Big Six var däremot i allmänhet resultatet av internationella fusioner och företagsförvärv. 

## Kuriosa
Ett välkänt hedersuppdrag för Price Waterhouse som PWC har än idag är att räkna rösterna till Oscarsutdelningen. 